# Kipchoge Keino
Kipchoge Hezekieh Keino, detto Kip (Kipsamo, 17 gennaio 1940), è un ex mezzofondista e siepista keniota.
In carriera è stato campione olimpico dei 1500 metri piani ai Giochi di Città del Messico 1968 e dei 3000 metri siepi ai Giochi di Monaco di Baviera 1972. Dal 2 luglio 2012 è membro della IAAF Hall of Fame. Il 5 agosto 2016, durante la cerimonia di apertura dei Giochi olimpici di Rio, diventa il primo ricompensato con gli allori olimpici dal CIO.

## Palmarès
| Anno | Manifestazione          | Sede              | Evento        | Risultato  | Prestazione | Note            |
| ---- | ----------------------- | ----------------- | ------------- | ---------- | ----------- | --------------- |
| 1962 | Giochi del Commonwealth | Perth             | 3 miglia      | 11º        | 13'50"0     |                 |
| 1964 | Giochi olimpici         | Tokyo             | 1500 m piani  | Semifinale | 3'41"9      |                 |
| 1964 | Giochi olimpici         | Tokyo             | 5000 m piani  | 5º         | 13'50"4     |                 |
| 1965 | Giochi panafricani      | Brazzaville       | 1500 m piani  | Oro        | 3'41"1      |                 |
| 1965 | Giochi panafricani      | Brazzaville       | 5000 m piani  | Oro        | 13'44"4     |                 |
| 1966 | Giochi del Commonwealth | Kingston          | Miglio        | Oro        | 3'55"3      |                 |
| 1966 | Giochi del Commonwealth | Kingston          | 3 miglia      | Oro        | 12'57"4     |                 |
| 1968 | Giochi olimpici         | Città del Messico | 1500 m piani  | Oro        | 3'34"91     | Record olimpico |
| 1968 | Giochi olimpici         | Città del Messico | 5000 m piani  | Argento    | 14'05"2     |                 |
| 1968 | Giochi olimpici         | Città del Messico | 10000 m piani | dnf        | dnf         |                 |
| 1970 | Giochi del Commonwealth | Edimburgo         | 1500 m piani  | Oro        | 3'36"6      |                 |
| 1970 | Giochi del Commonwealth | Edimburgo         | 5000 m piani  | Bronzo     | 13'27"6     |                 |
| 1972 | Giochi olimpici         | Monaco            | 1500 m piani  | Argento    | 3'36"81     |                 |
| 1972 | Giochi olimpici         | Monaco            | 3000 m siepi  | Oro        | 8'23"64     | Record olimpico |
| 1973 | Giochi panafricani      | Lagos             | 1500 m piani  | Argento    | 3'39"63     |                 |

## Campionati nazionali
1962
- Oro ai campionati kenioti, 3 miglia

1963
- Argento ai campionati kenioti, 3 miglia

1964
- Oro ai campionati kenioti, 3 miglia - 13'47"2

1965
- Oro ai campionati kenioti, 3 miglia - 13'33"3

1966
- Oro ai campionati kenioti, 3 miglia - 13'35"1

1968
- Oro ai campionati kenioti, 3 miglia - 13'31"4

1970
- Oro ai campionati kenioti, 5000 m piani

1971
- Oro ai campionati kenioti, 5000 m piani - 13'58"4

## Altre competizioni internazionali
1965
- Argento al DN Galan ( Stoccolma), 5000 m piani - 13'30"4

1966
- Oro all'ISTAF Berlin ( Berlino), 5000 m piani - 13'26"6

1969
- Oro alla Cinque Mulini ( San Vittore Olona) - 29'50"

1971
- Oro al DN Galan ( Stoccolma), miglio - 3'54"4